# Saurita cretheis
Saurita cretheis är en fjärilsart som beskrevs av Druce 1883. Saurita cretheis ingår i släktet Saurita och familjen björnspinnare. Inga underarter finns listade.